# Yeongdeungpo-gu

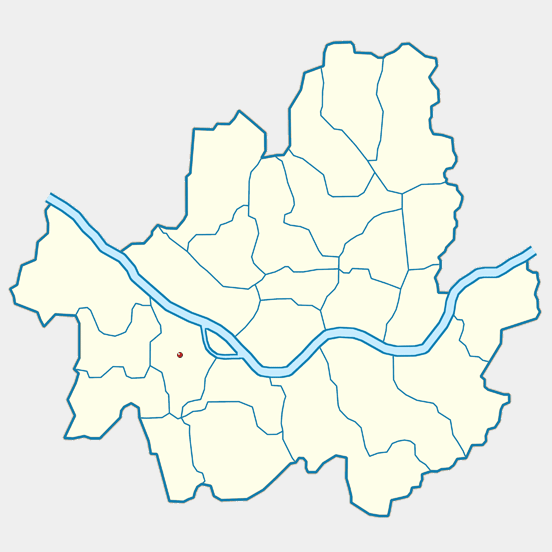
Situation dans Séoul

Yeongdeungpo-gu (hangul : 영등포구 ; hanja : 永登浦區) est un arrondissement (gu) de Séoul situé au sud du fleuve Han.  

## Quartiers
Yeongdeungpo est divisé en quartiers (dong) : 22 dong administratifs et 34 dong légaux.

## Divisions administratives
- Dangsan Dong (hangeul: 당산동) (sous-divisions : Dangsan 1 et 2 Dong)
- Daerim Dong (hangeul: 대림동) (sous-divisions : Daerim 1, 2 et 3 Dong)
- Dorim Dong (hangeul: 도림동) (sous-divisions : Dorim 1 et 2 Dong)
- Mullae Dong (hangeul: 문래동) (sous-divisions : Mullae 1 et 2 Dong)
- Singil Dong (hangeul: 신길동) (sous-divisions : Singil 1 à 7 Dong)
- Yangpyeong Dong (hangeul: 양평동) (sous-divisions : Yangpyeong 1 et 2 Dong)
- Yeongdeungpo Dong (hangeul: 영등포동) (sous-divisions : Yeongdeungpo 1, 2 et 3 Dong)
- Yeoui Dong (hangeul: 여의동)

## Transports
On y trouve notamment la Gare de Yeongdeungpo et la station Yeongdeungpo du métro de Séoul.

## Curiosités
- Un des quartiers des citoyens chinois de nationalité coréenne (조선족) dans le quartier de Daerim. Voir aussi l'article sur la Diaspora coréenne en Chine